# Deūlgaon Rāja
Deūlgaon Rāja är en ort i Indien.   Den ligger i distriktet Buldana och delstaten Maharashtra, i den centrala delen av landet, 1 000 km söder om huvudstaden New Delhi. Deūlgaon Rāja ligger 568 meter över havet och antalet invånare är 26 688.
Terrängen runt Deūlgaon Rāja är platt. Runt Deūlgaon Rāja är det ganska tätbefolkat, med 248 invånare per kvadratkilometer. Det finns inga andra samhällen i närheten. Trakten runt Deūlgaon Rāja består till största delen av jordbruksmark.